# Elisha Lawrence
Elisha Lawrence, född 1746, död 1799, var en amerikansk politiker, medlem i Federalistiska partiet och guvernör i New Jersey.

## Politisk karriär
Lawrence bodde i Upper Freehold Township, Monmouth County, där han tjänstgjorde som fredsdomare så tidigt som 1788. Han satt i countyts Board of Justices and Freeholders, föregångaren till Board of Chosen Freeholders som styrde countyt. Han var ordförande i denna styrelsen från maj 1795 till maj 1796.
Lawrence tjänstgjorde i New Jersey Legislative Council, föregångaren till New Jerseys delstatssenat, mellan 1780 och 1795. Han var vice talman där från 1789 till 1792, och sedan återigen 1795.
I sin egenskap av vice talman var han tillförordnad guvernör i New Jersey från den 25 juli 1790, när guvernören William Livingston avled, till den 30 oktober samma år. Han efterträddes som guvernör av William Paterson.